# Dansk Melodi Grand Prix 2015
Dansk Melodi Grand Prix 2015 var den 45. udgave af Dansk Melodi Grand Prix, en årligt tilbagevendende sangkonkurrence afholdt siden 1957 af Danmarks Radio (DR). Konkurrencens formål var at finde den sang, der skulle repræsentere Danmark ved Eurovision Song Contest 2015 i Østrig. Arrangementet blev afviklet 7. februar 2015 i Gigantium i Aalborg under sloganet "Drømmen lever". Værterne for showet var Esben Bjerre og Jacob Riising.
Sangen endte på en 13. Plads i semifinalen ved Eurovision Song Contest. Dermed var det ikke nok til at kvalificere sig til finalen, da det er de 10 sange med flest stemmer, der kvalificerer sig.

## Format
DR meddelte i juli 2014, at de ville lave et "Dansk Melodi Grand Prix 2.0", der betonede "kvalitet frem for kvantitet". Underholdningschef Jan Lagermand Lundme udtalte: "Vi vil gå efter de ægte numre. Det skal ikke nødvendigvis være det, man vil kalde typiske Grand Prix-numre. De sange, som klarer sig bedst i Eurovision, er tit dem, der har noget at fortælle, og som er ægte. De sange, som vil røre seerne". Som eksempel nævnte han det hollandske bidrag til Eurovision Song Contest 2014, "Calm After the Storm" med The Common Linnets, samt vindersangen fra Østrig, "Rise Like a Phoenix" med Conchita Wurst.

## Værter
Værterne var Esben Bjerre og Jacob Riising, hvilket blev afsløret 28. november 2014. Esben Bjerre er bl.a. kendt som vært på radioprogrammet Monte Carlo sammen med Peter Falktoft. De havde sammen kommenteret Eurovision Song Contest 2014 på DR3.
Jacob Riising har bl.a. været medvært ved Dansk Melodi Grand Prix 2014 i Odense.

## Deltagere
Da fristen for at indsende bidrag til Melodi Grand Prix 2015 udløb 8. september 2014, var der blevet indsendt 687 sange til konkurrencen. Et bedømmelsesudvalg, hvis medlemmer ikke vil blive offentliggjort, udvalgte syv af de indsendte sange til at deltage i konkurrencen. Derudover inviterede DR ud fra redaktionelle overvejelser tre udvalgte bidragsydere med på et wildcard, således at der i alt deltog 10 sange i konkurrencen: Sara Sukurani, Marcel & Soulman Group og World of Girls.
De 10 sange blev frigivet i fuld længe på YouTube samt udgivet på CD og de største danske streamingtjenester 26. januar 2015. DR havde oprindeligt planlagt at afsløre deltagerne ved samme lejlighed, men allerede 24. januar 2015 blev alle deltagernavne og sangtitler lækket på internettet, da flere forudbestilte eksemplarer af CD'en var blevet leveret til køberne to dage tidligere end ventet. Derudover kunne Ekstra Bladet berette, at et Kvickly-supermarked var begyndt at sælge CD'en to dage før den officielle udgivelsesdato.
| Nr. | Kunstner(e)            | Sang                 | Komponist / tekstforfatter                                                                                             | Placering |
| --- | ---------------------- | -------------------- | --- | --------- |
| 1   | Sara Sukurani          | "Love Me Love Me"    | Sara Sukurani, Robert Uhlmann, Arash Labaf, Alexander Papaconstantinou                                                 | 10        |
| 2   | Tina & René            | "Mi Amore"           | Thomas G:son, Henrik Sethsson                                                                                          | 7         |
| 3   | Marcel & Soulman Group | "Når veje krydses"   | Marcel Gbekle, Jeanette Christiansen, Bjarne List Nissen                                                               | 8         |
| 4   | Cecilie Alexandra      | "Hotel A"            | Bobby Ljunggreen, Marcos Ubeda, Kristian Lagerström                                                                    | 4         |
| 5   | Andy Roda              | "Love Is Love"       | Andy Roda, Maria Hamer-Jensen                                                                                          | 9         |
| 6   | Julie Bjerre           | "Tæt på mine drømme" | Maia Danielle Andersen, Jakob Schack Glæsner, Lise Cabble                                                              | 3         |
| 7   | Anti Social Media      | "The Way You Are"    | Remee S. Jackman, Chief 1 / Remee S. Jackman                                                                           | 1         |
| 8   | Anne Gadegaard         | "Suitcase"           | Micky Skeel, Magnus Funemyr                                                                                            | 2         |
| 9   | Babou                  | "Manjana"            | Lasse Lindorff, Daniel Rothmann, Thomas Sardorf, Karen Rosenberg, Nicolas Rebscher, Matthias Zürkler, Johannes Löffler | 5         |
| 10  | World Of Girls         | "Summer Without You" | Martin Fliegenschmidt, Rune Braager, Daniel Calvin                                                                     | 6         |

## Afstemning
Seer- og jurystemmer havde lige stor indflydelse, da vinderen af Melodi Grand Prix 2015 skulle findes. Jurystemmerne blev uddelt af fem regionale fagjuryer, der repræsenterede henholdsvis Region Hovedstaden, Region Sjælland, Region Syddanmark, Region Midtjylland og Region Nordjylland. Seerstemmerne blev uddelt i én samlet national pulje.
Da vinderen skulle findes, gav hver af de fem juryer point til de 10 sange ud fra samme pointskala, som anvendes til Eurovision Song Contest: 1, 2, 3, 4, 5, 6, 7, 8, 10 og 12 point. I alt uddelte de fem juryer således 290 point. Seernes stemmerne blev ligeledes omregnet til 290 point og blev proportionelt ud fra sangenes stemmeandel.

### Jurymedlemmer
Hver af de fem regionale fagjuryer bestod af tre personer med professionel tilknytning til musikindustrien, heriblandt en tidligere vinder af Dansk Melodi Grand Prix.
| Jurymedlemmer | Jurymedlemmer |
| ------------- | --- |
| Hovedstaden   | - Søren Poppe – juryformand; vinder af Dansk Melodi Grand Prix 2001 som forsanger i Rollo & King - Pelle Peter Jensen – vært på DR P3 - Anna David – sangerinde; deltog i Dansk Melodi Grand Prix 2014                |
| Sjælland      | - Tim Schou – juryformand; vinder af Dansk Melodi Grand Prix 2011 som forsanger i A Friend in London - Maria Montell – sangerinde - Lars Trillingsgaard – musikchef på DR P3                                          |
| Midtjylland   | - Trine Jepsen – juryformand; vinder af Dansk Melodi Grand Prix 1999 - Claus Visbye – booker for Smukfest - Jette Torp – sangerinde; deltog i Dansk Melodi Grand Prix 1997                                            |
| Syddanmark    | - Jakob Sveistrup – juryformand; vinder af Dansk Melodi Grand Prix 2005 - Trine Gadeberg – sangerinde; deltog i Dansk Melodi Grand Prix 2000 - Maria Theessink – musikmanager og kunstnerisk leder af Tønder Festival |
| Nordjylland   | - Lotte Feder – juryformand; vinder af Dansk Melodi Grand Prix 1992 - Jan H. Jensen – musikansvarlig på ANR - Henrik Milling – vært på DR P7 MIX                                                                      |

### Resultat
Anti Social Media og sangen "The Way You Are" vandt med 104 point, fordelt på 56 point fra juryen og 48 point fra seerne. Anne Gadegaard og sangen "Suitcase" kom på en andenplads med 98 point, fordelt på  40 fra juryen og 58 point fra seerne. Således fik Anne Gadegaard en førsteplads baseret på seernes stemmer, men kom på en delt andenplads hos juryen. Omvendt kom Anti Social Media på en andenplads hos seerne, mens juryen gav dem en førsteplads. Efterfølgende udtalte jurymedlem Søren Poppe at det burde være seernes stemmer der afgjorde konkurrencen.
| Nr. | Sang                 | Midtjylland | Hovedstaden | Sjælland | Syddanmark | Nordjylland | Seernes stemmer | Seernes point | Total point | Placering |
| --- | -------------------- | ----------- | ----------- | -------- | ---------- | ----------- | --------------- | ------------- | ----------- | --------- |
| 1   | "Love Me Love Me"    | 1           | 1           | 2        | 1          | 3           | 4,5 %           | 13            | 21          | 10        |
| 2   | "Mi Amore"           | 3           | 8           | 3        | 5          | 5           | 7,0 %           | 20            | 44          | 7         |
| 3   | "Når veje krydses"   | 7           | 7           | 4        | 7          | 1           | 6,0 %           | 18            | 44          | 8         |
| 4   | "Hotel A"            | 8           | 6           | 12       | 6          | 8           | 6,3 %           | 18            | 58          | 4         |
| 5   | "Love Is Love"       | 10          | 2           | 1        | 2          | 2           | 2,7 %           | 8             | 25          | 9         |
| 6   | "Tæt på mine drømme" | 4           | 4           | 10       | 10         | 6           | 13,0%           | 38            | 72          | 3         |
| 7   | "The Way You Are"    | 12          | 12          | 8        | 12         | 12          | 16,5 %          | 48            | 104         | 1         |
| 8   | "Suitcase"           | 6           | 10          | 6        | 8          | 10          | 19,9 %          | 58            | 98          | 2         |
| 9   | "Manjana"            | 5           | 5           | 5        | 3          | 4           | 12,2 %          | 35            | 57          | 5         |
| 10  | "Summer Without You" | 2           | 3           | 7        | 4          | 7           | 11,8 %          | 34            | 57          | 6         |